# Francis Awaritefe
Francis Edgar Awaritefe (Londra, 18 aprile 1964) è un ex calciatore nigeriano con cittadinanza inglese naturalizzato australiano, di ruolo attaccante.

## Biografia
Nato in Inghilterra, all'età di 4 anni si è trasferito in Nigeria, paese di cui sono originari i suoi genitori.
Suo figlio Reuben, nato nel 2000, è anch'egli un calciatore.

## Carriera

### Nazionale
Vanta tre presenze con l'Australia, tutte quante in partite amichevoli, con cui ha realizzato un gol nella sfida persa in casa contro il Giappone (1-4).

## Statistiche

### Cronologia presenze e reti subite in nazionale
| Cronologia completa delle presenze e delle reti in nazionale ― Australia | Cronologia completa delle presenze e delle reti in nazionale ― Australia | Cronologia completa delle presenze e delle reti in nazionale ― Australia | Cronologia completa delle presenze e delle reti in nazionale ― Australia | Cronologia completa delle presenze e delle reti in nazionale ― Australia | Cronologia completa delle presenze e delle reti in nazionale ― Australia | Cronologia completa delle presenze e delle reti in nazionale ― Australia | Cronologia completa delle presenze e delle reti in nazionale ― Australia |
| Data                                                                     | Città                                                                    | In casa                                                                  | Risultato                                                                | Ospiti                                                                   | Competizione                                                             | Reti                                                                     | Note                                                                     |
| ------------------------------------------------------------------------ | ------------------------------------------------------------------------ | ------------------------------------------------------------------------ | ------------------------------------------------------------------------ | ------------------------------------------------------------------------ | ------------------------------------------------------------------------ | ------------------------------------------------------------------------ | ------------------------------------------------------------------------ |
| 24-9-1993                                                                | Seoul                                                                    | Corea del Sud                                                            | 1 – 1                                                                    | Australia                                                                | Amichevole                                                               | -                                                                        |                                                                          |
| 26-9-1993                                                                | Seoul                                                                    | Corea del Sud                                                            | 1 – 0                                                                    | Australia                                                                | Amichevole                                                               | -                                                                        | 46’ 47’                                                                  |
| 10-2-1996                                                                | Wollongong                                                               | Australia                                                                | 1 – 4                                                                    | Giappone                                                                 | Amichevole                                                               | 1                                                                        | 46’                                                                      |
| Totale                                                                   |                                                                          | Presenze                                                                 | 3                                                                        |                                                                          | Reti                                                                     | 1                                                                        |                                                                          |